# Buck Baker

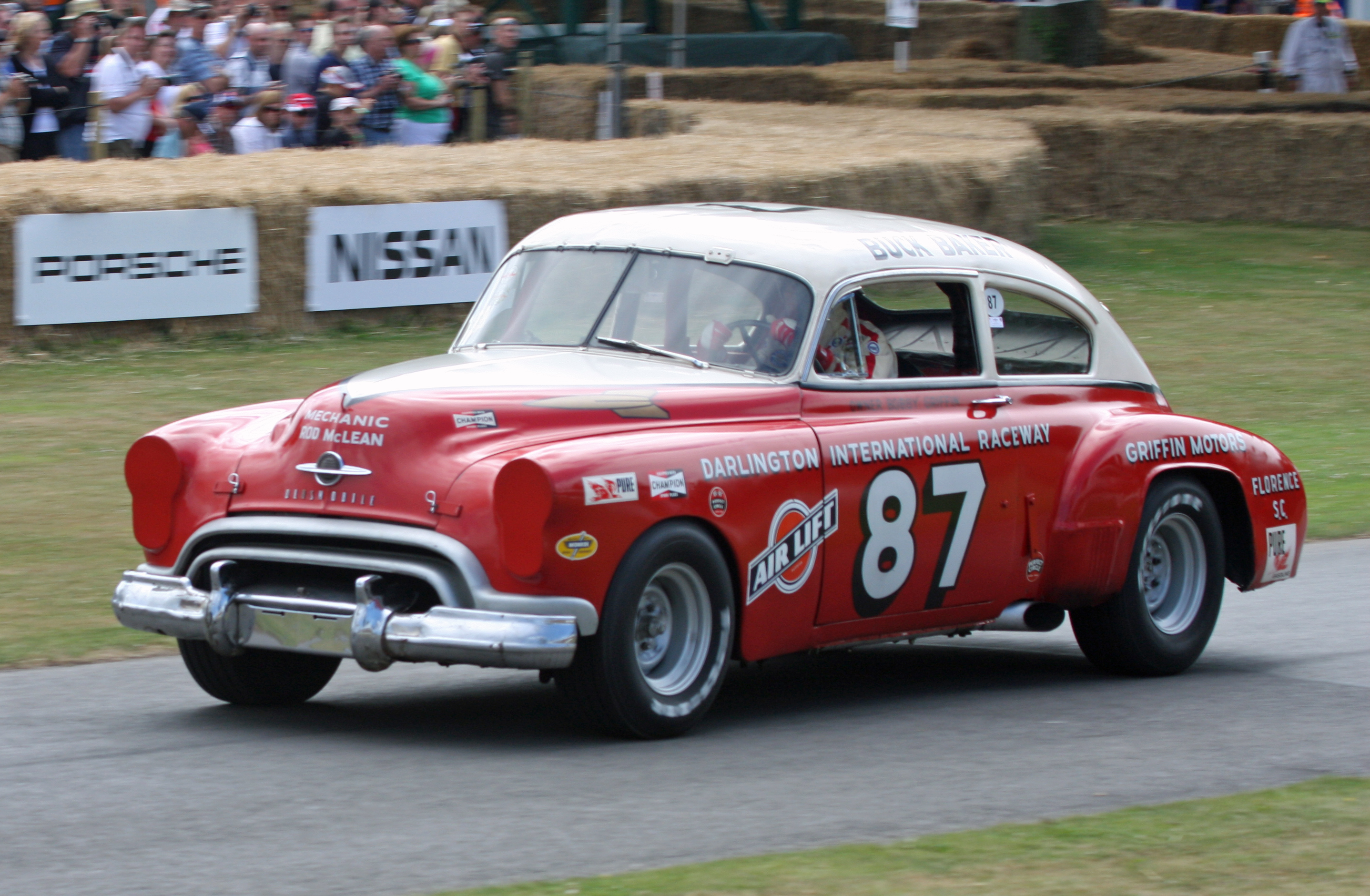
Bakers Oldsmobile uit 1949 op een festival in 2009.

Elzie Wylie "Buck" Baker Sr. (Richburg (South Carolina), 4 maart 1919 – Charlotte (North Carolina), 14 april 2002) was een Amerikaans autocoureur. Hij werd twee keer winnaar van de NASCAR Grand National Series.

## Carrière
Baker reed in het debuutjaar 1949 van de NASCAR twee van de acht races. Zijn eerste overwinning kwam er op de Columbia Speedway in Columbia in 1952. Zijn meest succesrijke jaar was 1956 toen hij voor de eerste keer de titel won. Hij vertrok dat jaar twaalf keer vanaf poleposition en won veertien races. Een jaar later won hij tien keer en werd hij voor de tweede en laatste keer kampioen. Baker stond in zijn NASCAR-carrière aan de start van 635 races waarvan hij er zesenveertig won. Naast zijn twee titels werd hij twee keer vice-kampioen en eindigde hij één keer op de derde plaats in de eindstand. Hij reed zijn laatste race op de Charlotte Motor Speedway in 1976 toen hij een punt zette achter zijn 26-jarige NASCAR-carrière. Na zijn loopbaan als actieve rijder opende hij de Buck Baker Racing School. Baker werd erelid van de International Motorsports Hall of Fame. Hij overleed in 2002 op 83-jarige leeftijd. Zijn zoon Buddy Baker won de Daytona 500 in 1980.